# جاشوا پوتزه
جاشوا پوتزه (انگلیسی: Joshua Putze؛ زادهٔ ۲ دسامبر ۱۹۹۴) بازیکن فوتبال اهل آلمان است.
از باشگاه‌هایی که در آن بازی کرده‌است می‌توان به باشگاه فوتبال انرژی کوتبوس اشاره کرد.